# Mazères (Gironde)
Pour les articles homonymes, voir Mazères.
Mazères (Masèras en gascon) est une commune du Sud-Ouest de la France, située dans le département de la Gironde en région Nouvelle-Aquitaine.
Le habitants s'appellent les Mazériens.

## Géographie

### Localisation
La commune de Mazères est située dans les landes de Gascogne dans sa partie Haute-Lande-Girondine, à 51 km au sud-est de Bordeaux, chef-lieu du département et à 7 km au sud de Langon, chef-lieu d'arrondissement et de canton.
La commune abrite le point culminant du canton de Langon : 124 m.

### Communes limitrophes
Les communes limitrophes en sont Langon au nord-est, Coimères à l'est, Cazats au sud-est sur moins de 2 km, Aubiac au sud, Le Nizan au sud-ouest et Roaillan à l'ouest.
|          |         | Langon   |
| Roaillan | Mazères | Coimères |
| Le Nizan | Aubiac  | Cazats   |

### Climat
Pour des articles plus généraux, voir Climat de la Nouvelle-Aquitaine et Climat de la Gironde.
Historiquement, la commune est exposée à un climat océanique aquitain.  
En 2020, Météo-France publie une typologie des climats de la France métropolitaine dans laquelle la commune est exposée à un climat océanique et est dans la région climatique  Aquitaine, Gascogne, caractérisée par une pluviométrie abondante au printemps, modérée en automne, un faible ensoleillement au printemps, un été chaud (19,5 °C), des vents faibles, des brouillards fréquents en automne et en hiver et des orages fréquents en été (15 à 20 jours).
Pour la période 1971-2000, la température annuelle moyenne est de 13 °C, avec une amplitude thermique annuelle de 14,9 °C. Le cumul annuel moyen de précipitations est de 857 mm, avec 11,5 jours de précipitations en janvier et 7,1 jours en juillet. Pour la période 1991-2020, la température moyenne annuelle observée sur la station météorologique la plus proche, située sur la commune de Cazats à 5 km à vol d'oiseau, est de 13,7 °C et le cumul annuel moyen de précipitations est de 825,5 mm,. Pour l'avenir, les paramètres climatiques de la commune estimés pour 2050 selon différents scénarios d’émission de gaz à effet de serre sont consultables sur un site dédié publié par Météo-France en novembre 2022.

## Urbanisme

### Typologie
Au 1er janvier 2024, Mazères est catégorisée commune rurale à habitat dispersé, selon la nouvelle grille communale de densité à sept niveaux définie par l'Insee en 2022.
Elle est située hors unité urbaine. Par ailleurs la commune fait partie de l'aire d'attraction de Bordeaux, dont elle est une commune de la couronne,. Cette aire, qui regroupe 275 communes, est catégorisée dans les aires de 700 000 habitants ou plus (hors Paris),.

### Occupation des sols

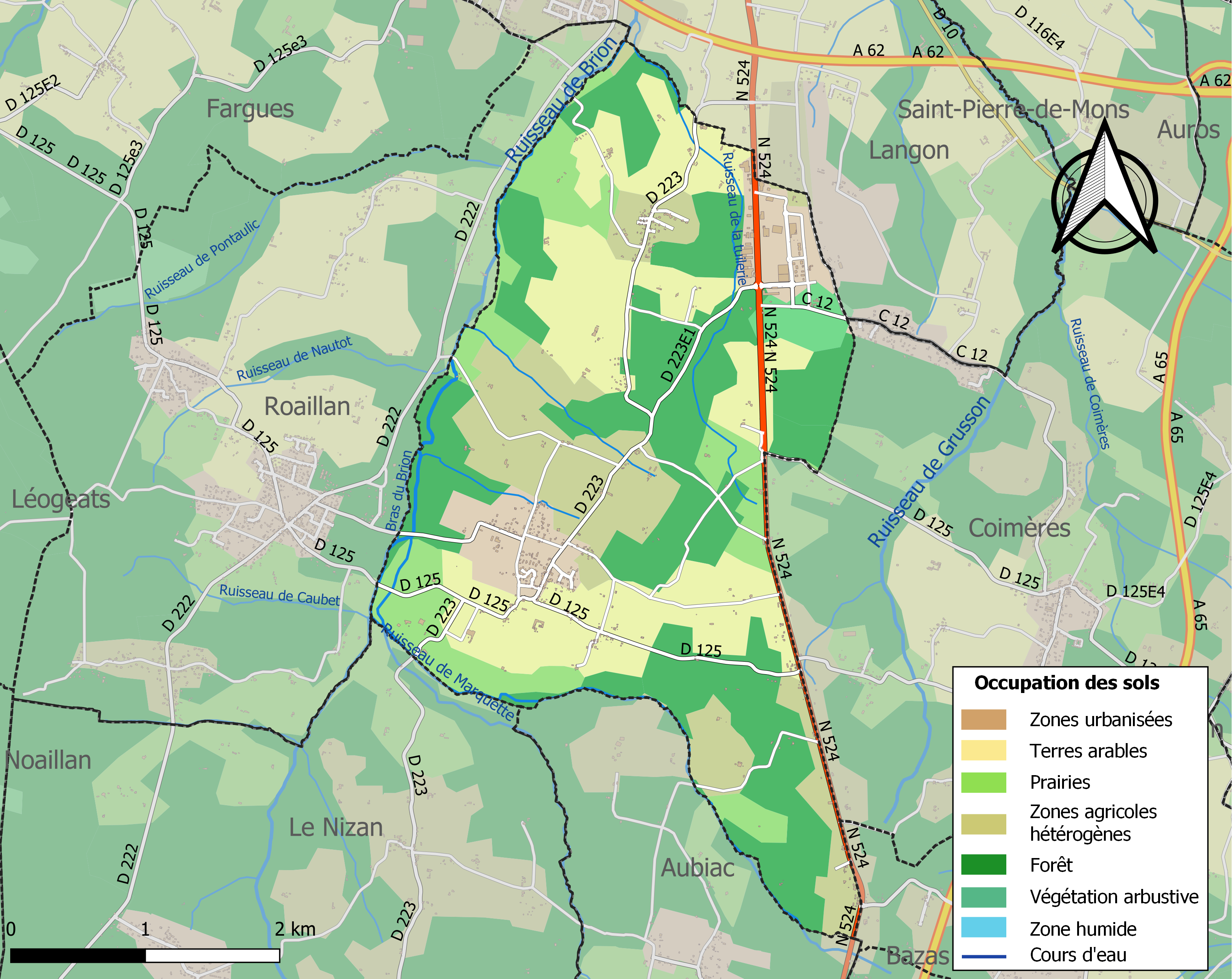
Carte des infrastructures et de l'occupation des sols de la commune en 2018 (CLC).

L'occupation des sols de la commune, telle qu'elle ressort de la base de données européenne d’occupation biophysique des sols Corine Land Cover (CLC), est marquée par l'importance des territoires agricoles (55,4 % en 2018), en diminution par rapport à 1990 (56,3 %). La répartition détaillée en 2018 est la suivante : 
forêts (35 %), cultures permanentes (25,7 %), zones agricoles hétérogènes (17,6 %), prairies (12,1 %), zones urbanisées (4,3 %), zones industrielles ou commerciales et réseaux de communication (3,3 %), milieux à végétation arbustive et/ou herbacée (1,9 %). L'évolution de l’occupation des sols de la commune et de ses infrastructures peut être observée sur les différentes représentations cartographiques du territoire : la carte de Cassini (XVIIIe siècle), la carte d'état-major (1820-1866) et les cartes ou photos aériennes de l'IGN pour la période actuelle (1950 à aujourd'hui).

### Voies de communication et transports
La principale voie de communication routière est la route nationale N524 qui relie Langon au nord à Bazas en traversant l'est du territoire communal. Le bourg proprement dit est traversé par la départementale D223 qui mène à Langon au nord et au Nizan au sud. La route départementale D125 qui passe un peu à l'écart du bourg permet de rejoindre Roaillan vers l'ouest et ladite N524 vers l'est.
L'accès  03 Langon à l'autoroute A62 (Bordeaux-Toulouse) se situe à 7 km vers le nord.

L'accès  Bazas à l'autoroute A65 (Langon-Pau) se situe à 8,5 km vers le sud.
La gare SNCF la plus proche est celle de Langon, à 7,5 km vers le nord, sur la ligne Bordeaux - Sète du TER Nouvelle-Aquitaine.

### Risques majeurs
Le territoire de la commune de Mazères est vulnérable à différents aléas naturels : météorologiques (tempête, orage, neige, grand froid, canicule ou sécheresse), inondations, feux de forêts et séisme (sismicité très faible). Un site publié par le BRGM permet d'évaluer simplement et rapidement les risques d'un bien localisé soit par son adresse soit par le numéro de sa parcelle.
La commune a été reconnue en état de catastrophe naturelle au titre des dommages causés par les inondations et coulées de boue survenues en 1982, 1983, 1991, 1995, 1999, 2009 et 2020,.
Mazères est exposée au risque de feu de forêt. Depuis le 20 avril 2016, les départements de la Gironde, des Landes et de Lot-et-Garonne disposent d’un règlement interdépartemental de protection de la forêt contre les incendies. Ce règlement vise à mieux prévenir les incendies de forêt, à faciliter les interventions des services et à limiter les conséquences, que ce soit par le débroussaillement, la limitation de l’apport du feu ou la réglementation des activités en forêt. Il définit en particulier cinq niveaux de vigilance croissants auxquels sont associés différentes mesures,.

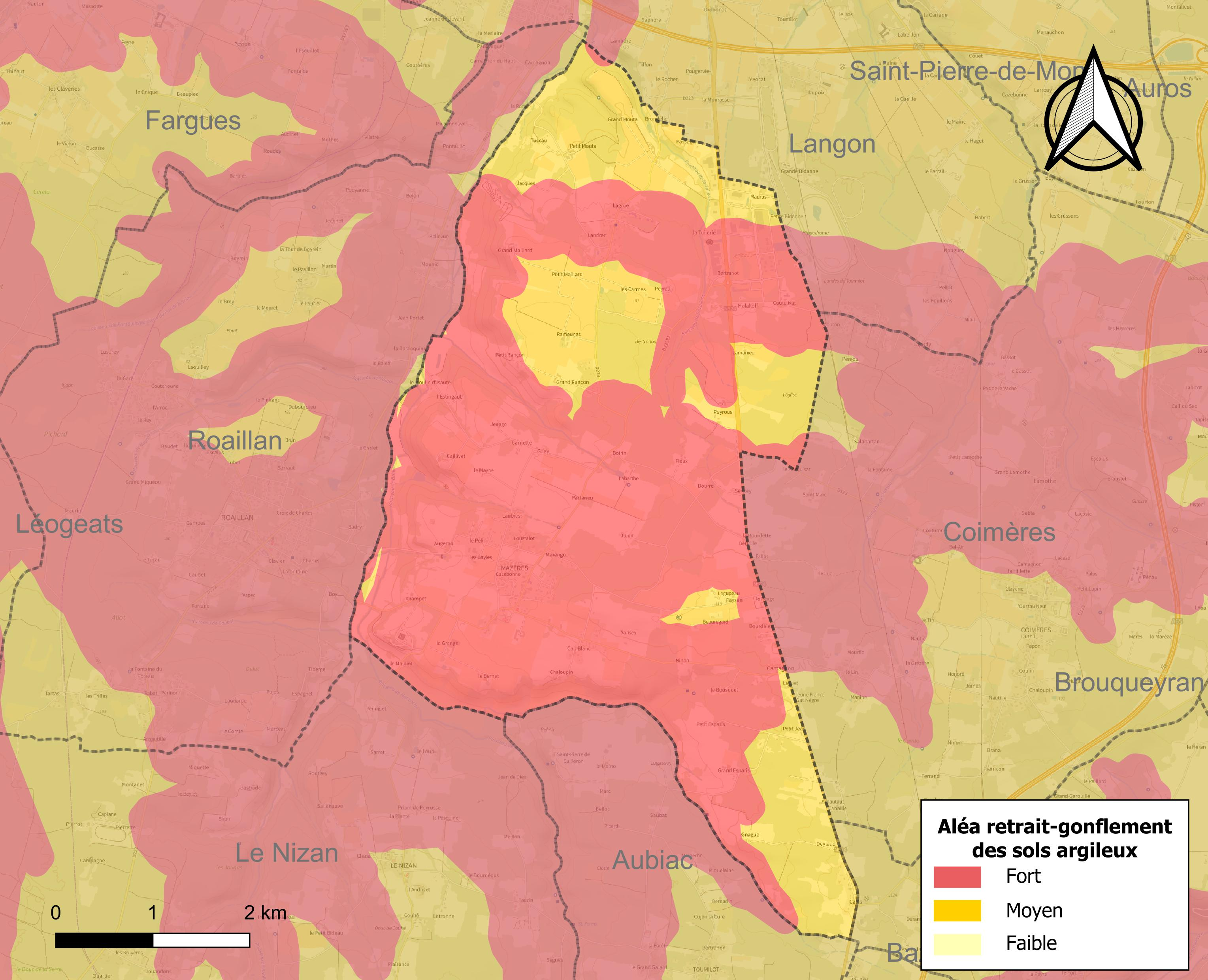
Carte des zones d'aléa retrait-gonflement des sols argileux de Mazères.

Le retrait-gonflement des sols argileux est susceptible d'engendrer des dommages importants aux bâtiments en cas d’alternance de périodes de sécheresse et de pluie. La totalité de la commune est en aléa moyen ou fort (67,4 % au niveau départemental et 48,5 % au niveau national). Sur les 320 bâtiments dénombrés sur la commune en 2019, 320 sont en aléa moyen ou fort, soit 100 %, à comparer aux 84 % au niveau départemental et 54 % au niveau national. Une cartographie de l'exposition du territoire national au retrait gonflement des sols argileux est disponible sur le site du BRGM,.
Par ailleurs, afin de mieux appréhender le risque d’affaissement de terrain, l'inventaire national des cavités souterraines permet de localiser celles situées sur la commune.
Concernant les mouvements de terrains, la commune a été reconnue en état de catastrophe naturelle au titre des dommages causés par la sécheresse en 1995, 2003, 2011, 2015 et 2017 et par des mouvements de terrain en 1999.

## Toponymie
Le nom du village viendrait du latin macierae signifiant « masures ruinées ». Cette agglomération peut avoir vu le jour pendant la période franque (du VIe au VIIIe siècle) et le village aurait été établi auprès des ruines d'un bourg ravagé pendant les invasions barbares.

## Histoire
À la Révolution, la paroisse Notre-Dame de Mazères forme la commune de Mazères.

## Politique et administration
| Période                                  | Période  | Identité      | Étiquette | Qualité                                               |
| ---------------------------------------- | -------- | ------------- | --------- | ----------------------------------------------------- |
| mars 1995                                | En cours | Michel Armand |           | Retraité - 3e vice-président de la CdC du Sud Gironde |
| Les données manquantes sont à compléter. |          |               |           |                                                       |

### Communauté de communes
Le 1er janvier 2014, la communauté de communes du Pays de Langon ayant été supprimée, la commune de Mazères s'est retrouvée intégrée à la communauté de communes du Sud Gironde siégeant à Mazères.

## Démographie
L'évolution du nombre d'habitants est connue à travers les recensements de la population effectués dans la commune depuis 1793. Pour les communes de moins de 10 000 habitants, une enquête de recensement portant sur toute la population est réalisée tous les cinq ans, les populations de référence des années intermédiaires étant quant à elles estimées par interpolation ou extrapolation. Pour la commune, le premier recensement exhaustif entrant dans le cadre du nouveau dispositif a été réalisé en 2008.

En 2022, la commune comptait 781 habitants, en évolution de +2,76 % par rapport à 2016 (Gironde : +6,91 %, France hors Mayotte : +2,11 %).
| 1793 | 1800 | 1806 | 1821 | 1831 | 1836 | 1841 | 1846 | 1851 |
| ---- | ---- | ---- | ---- | ---- | ---- | ---- | ---- | ---- |
| 588  | 550  | 514  | 551  | 562  | 620  | 614  | 645  | 628  |

| 1856 | 1861 | 1866 | 1872 | 1876 | 1881 | 1886 | 1891 | 1896 |
| ---- | ---- | ---- | ---- | ---- | ---- | ---- | ---- | ---- |
| 645  | 644  | 603  | 630  | 614  | 608  | 617  | 607  | 587  |

| 1901 | 1906 | 1911 | 1921 | 1926 | 1931 | 1936 | 1946 | 1954 |
| ---- | ---- | ---- | ---- | ---- | ---- | ---- | ---- | ---- |
| 593  | 588  | 520  | 488  | 474  | 468  | 465  | 392  | 447  |

| 1962 | 1968 | 1975 | 1982 | 1990 | 1999 | 2006 | 2008 | 2013 |
| ---- | ---- | ---- | ---- | ---- | ---- | ---- | ---- | ---- |
| 471  | 453  | 406  | 383  | 453  | 547  | 617  | 638  | 740  |

| 2018 | 2022 | - | - | - | - | - | - | - |
| ---- | ---- | - | - | - | - | - | - | - |
| 763  | 781  | - | - | - | - | - | - | - |

## Vie économique
La commune abrite, sur une superficie de 42 ha, un parc d'activités économiques dénommé PAE du pays de Langon où se situe, entre autres, le siège de la communauté de communes du Sud Gironde.

## Lieux et monuments
- Le Château de Roquetaillade[30] est en fait constitué de deux châteaux-forts, l'un dit vieux datant du XIe siècle qui est en ruines, l'autre dit neuf datant du XIVe siècle ; l'ensemble, sous la dénomination de domaine de Roquetaillade a été classé monument historique en 1976[31].
- Église Notre-Dame de Mazères.

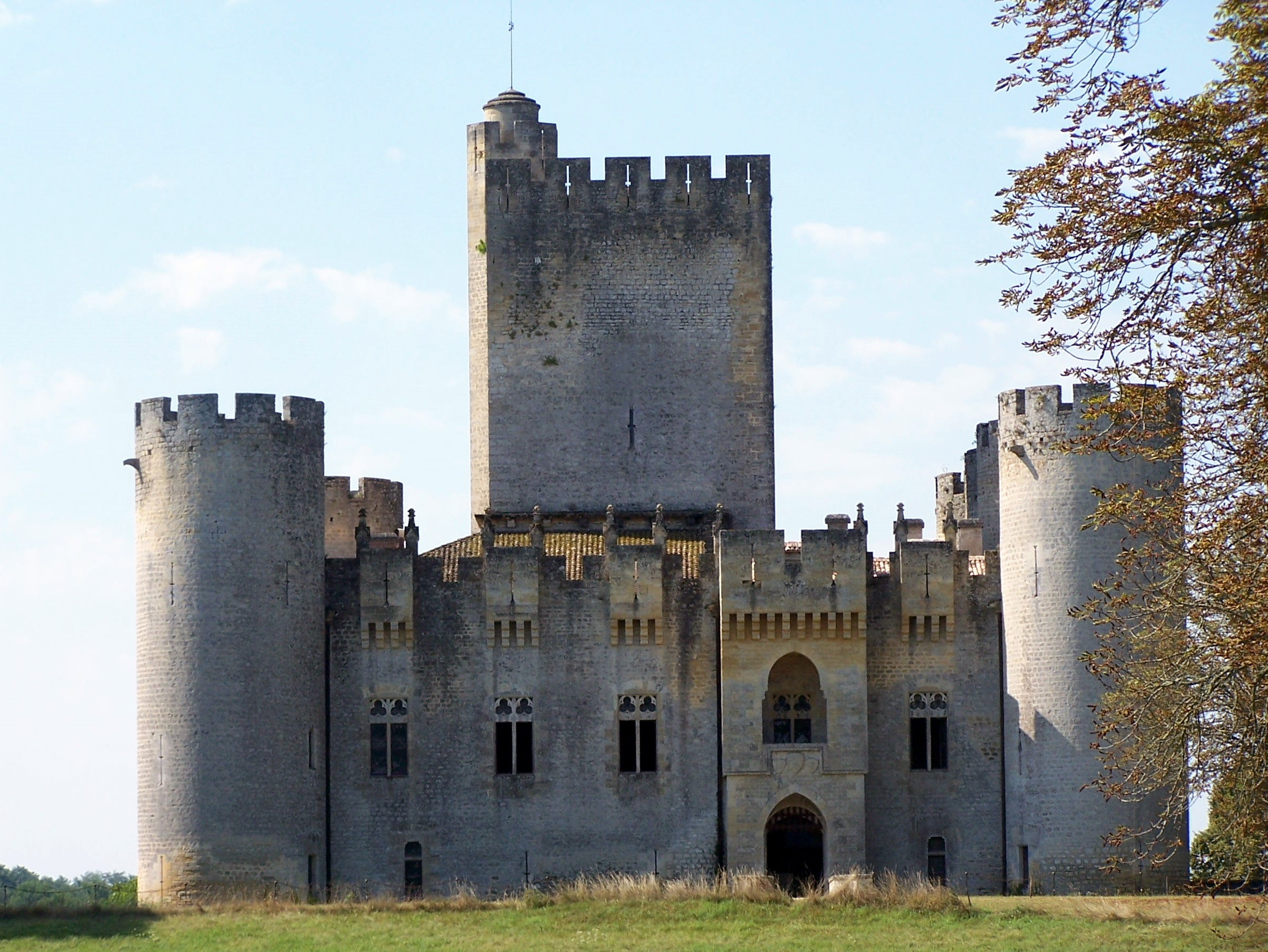
Le château neuf de Roquetaillade (août 2010)
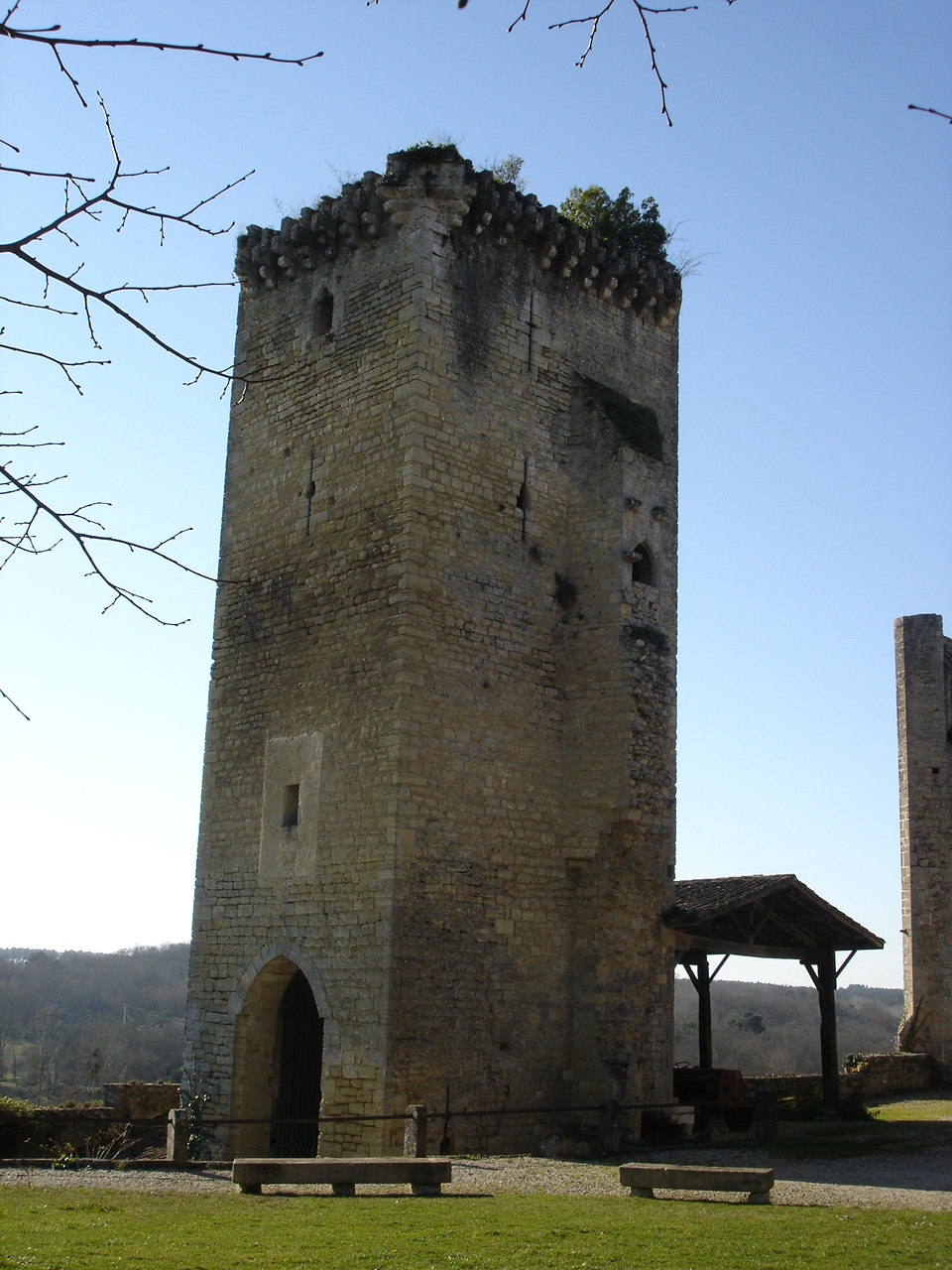
Tour du château vieux (fév. 2008)
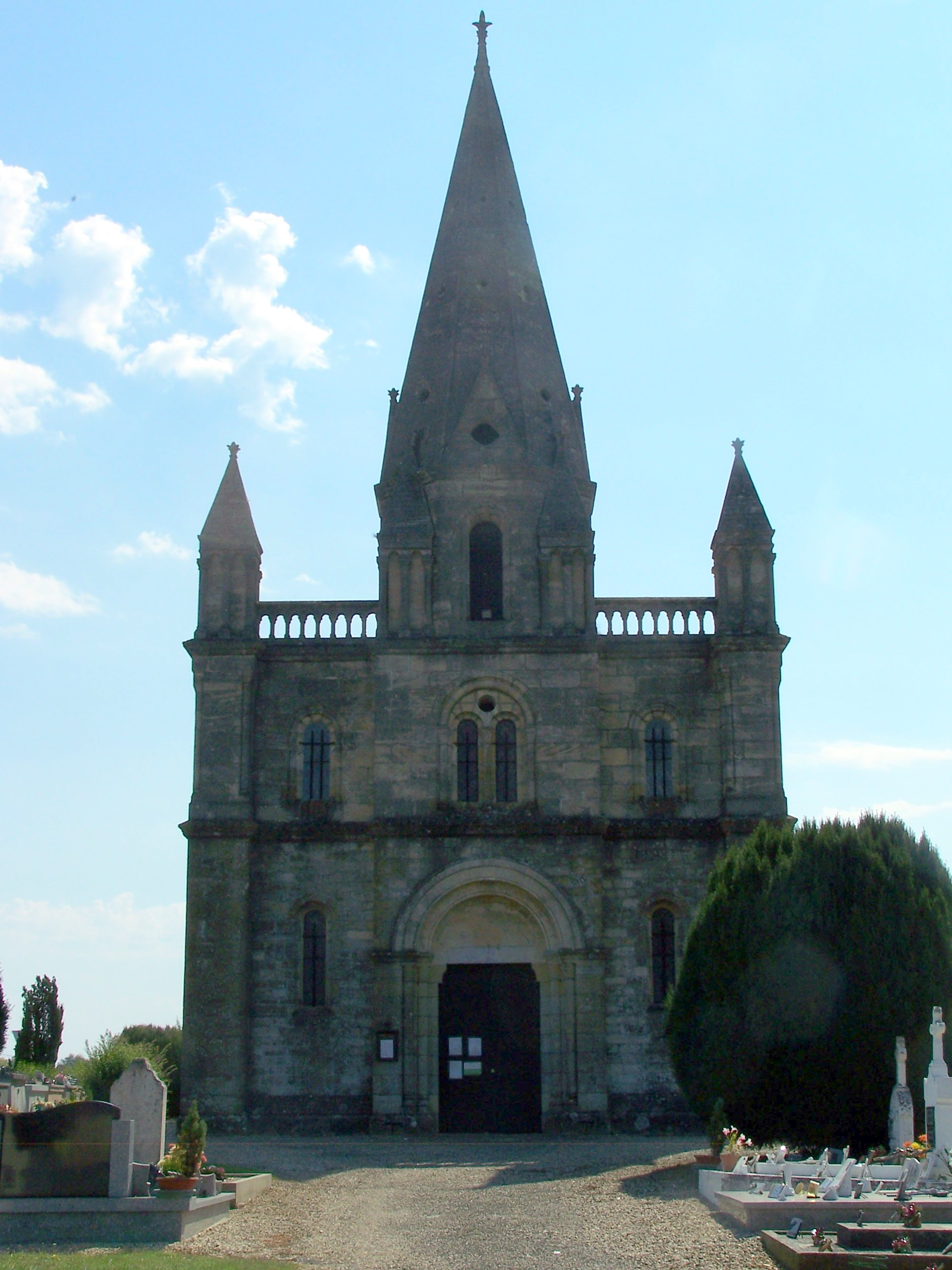
L'église Notre-Dame (août 2010)
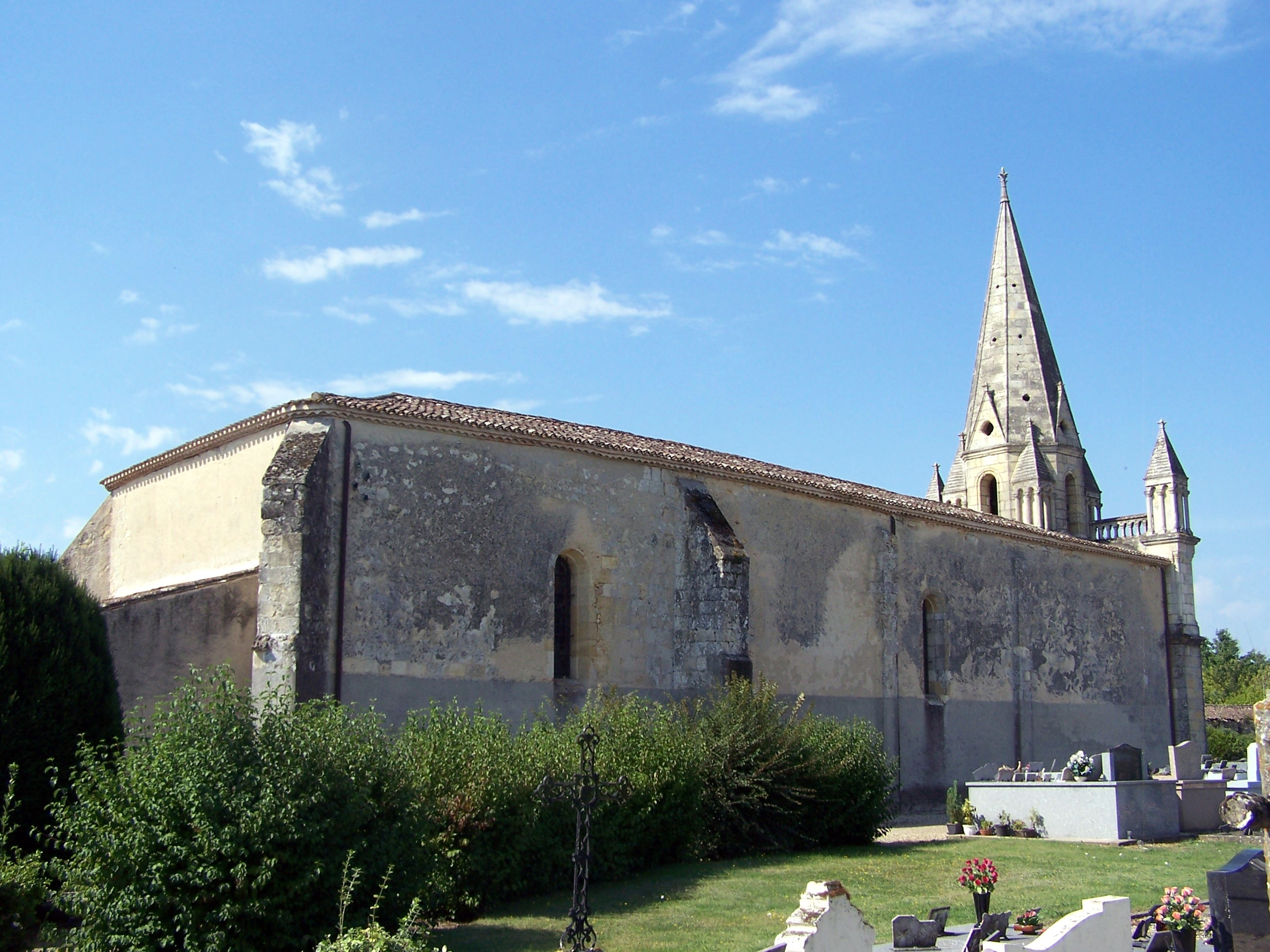
Le chevet de l'église (août 2010)
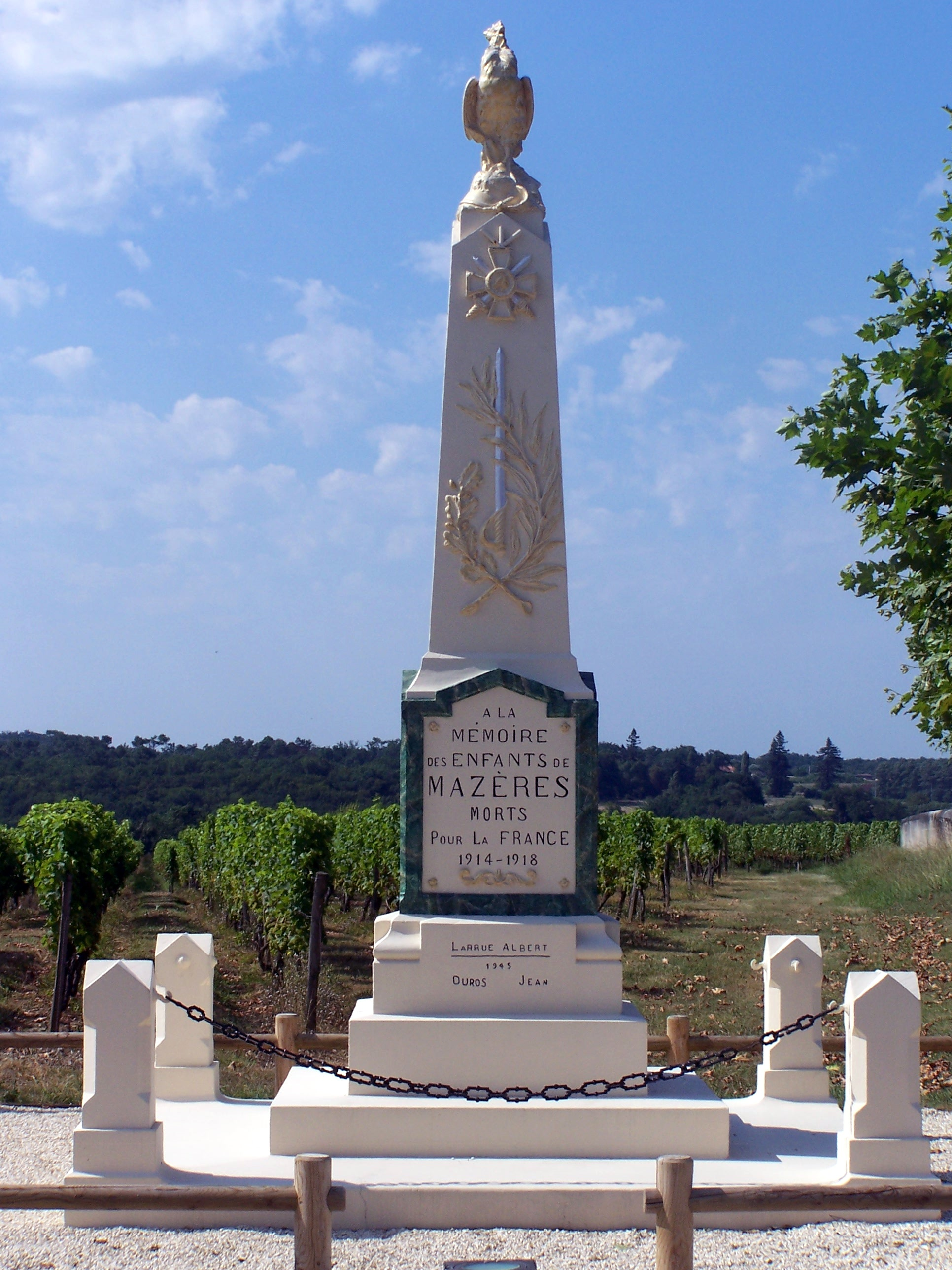
Le monument aux morts (août 2010)

## Personnalités liées à la commune
- Quentin Lafargue, coureur cycliste, né dans la commune.